# Deutsche Tischtennis-Meisterschaft 1993
Die 61. nationale Deutsche Tischtennis-Meisterschaft fand vom 5. bis 7. März 1993 in Münster in der Münsterlandhalle statt im Rahmen des Stadtjubiläums 1200 Jahre Münster.
Im Herreneinzel und Mixed konnten die Vorjahressieger den Titel verteidigen. Jörg Roßkopf gewann zum sechsten Mal in Folge. Im Mixed kam das gleiche Endspiel wie im Vorjahr zustande. Andreas Fejer-Konnerth/Olga Nemes siegten zum dritten Mal hintereinander. Das Herrendoppel Jörg Roßkopf/Steffen Fetzner holte nach einer „Pause“ im Vorjahr das fünfte Gold. Die Abwehrspielerin Jie Schöpp, im Januar 1993 mit der deutschen Staatsbürgerschaft versehen, wurde auf Anhieb Deutsche Meisterin im Einzel. Das Damendoppel Christina Fischer/Christiane Praedel stand oben auf dem Siegertreppchen.
Laut Urteil von Fachleuten waren die Spiele der Damen spektakulärer als die der Herren. Mehr als 6000 Zuschauer verfolgten die Wettkämpfe.
| Platz | Herreneinzel           | Dameneinzel          | Herrendoppel                       | Damendoppel                          | Mixed                             |
| ----- | ---------------------- | -------------------- | ---------------------------------- | ------------------------------------ | --------------------------------- |
| 1     | Jörg Roßkopf           | Jie Schöpp           | Jörg Roßkopf/Steffen Fetzner       | Christina Fischer/Christiane Praedel | Andreas Fejer-Konnerth/Olga Nemes |
| 2     | Richard Prause         | Nicole Struse        | Hans-Jürgen Fischer/Thomas Roßkopf | Kinga Lohr/Cornelia Faltermaier      | Richard Prause/Nicole Struse      |
| 3     | Georg Böhm             | Cornelia Faltermaier | Miroslav Broda/Vladislav Broda     | Nicole Struse/Elke Schall            | Oliver Alke/Cornelia Faltermaier  |
| 3     | Andreas Fejer-Konnerth | Olga Nemes           | Adel Massaad/Richard Prause        | Ulla Rottmann/Anke Schreiber         | Torben Wosik/Elke Schall          |

In den Einzelwettbewerben wurden drei Gewinnsätze ausgespielt, in den Doppelwettbewerben dagegen nur zwei Gewinnsätze.

## Wissenswertes
- Das Endspiel im Dameneinzel zwischen Jie Schöpp und Nicole Struse mündete beim Stande von 2:1 Sätzen und 15:15 Punkten in ein Zeitspiel.
- Überraschend gewann die 15-jährige Nina Wolf im Achtelfinale gegen Elke Schall nach 14:20 Rückstand im Entscheidungssatz noch 24:22. Allerdings musste Nina Wolf im Viertelfinale gegen Jie Schöpp den zweiten Satz mit 0:21 abgeben, die Höchststrafe. Glanz und Elend titelt DTS.
- Vorjahressiegerin Christiane Praedel verlor im Viertelfinale nach 75 Minuten Spieldauer gegen Cornelia Faltermaier.
- Wilfried Lieck nahm zum 28. Mal an einer Deutschen Meisterschaft teil. Im Doppel trat er mit seinem Sohn Stefan an, ein Novum bei den „Deutschen“.[2]